# Niambia
Niambia is een gemeente (commune) in de regio Kayes in Mali. De gemeente telt 7400 inwoners (2009).